# Бойчук Тимофій Львович
Бойчук Тимофій (Тимко) Львович (27 вересня 1896, Романівка, нині Теребовлянського району Тернопільської області — березень 1922, Київ) — український живописець, творив у галузі монументального і станкового малярства, книжкової графіки. Брат і учень Михайла Бойчука.

## Життєпис
Народився Тимофій Бойчук 27 вересня 1896 року в багатодітній родині селянина-рільника Левонтія Бойчука в селі Романівці на Теребовлянщині, що у ті часи входила до складу Австро-Угорської імперії. Він був на 14 років молодший за свого брата Михайла. Ходив до сільської школи, допомагав батькові в господарстві, а у вільний час любив малювати. Шістнадцятилітнім приїхав до Львова, щоб стати учнем-підмайстром свого старшого брата Михайла.
Навесні 1914 року Тимофій Бойчук разом із Михайлом Бойчуком, його дружиною Софією Налепінською та Миколою Касперовичем реставрували іконостас церкви Трьох Святих у с. Лемеші на Чернігівщині. Але закінчити справу перешкодила війна. Як підданих Австрійської імперії, братів-художників інтернували «на заслання» до Уральська, а пізніше до Арзамаса, де вони перебували до революційних потрясінь 1917 року.
Повернувшись до Києва у грудні 1917 року Тимофій, який не переставав багато працювати над рисунком на засланні й зробивши за три роки під керівництвом брата великі успіхи, вступив до майстерні ікони та фрески (пізніше перейменовану на майстерню монументального живопису), яку очолив Михайло Бойчук в Українській академії мистецтва. Тимко самовіддано перейнявся мистецькими ідеалами брата і стає разом з Миколою Касперовичем найвидатнішим учнем майстерні Михайла Бойчука.
Та на жаль, Тимофієві судилося зовсім недовге життя. Голод і розруха довели молодого митця до тяжкого невиліковного туберкульозу. В березні 1922 року Тимка Бойчука не стало.
Вже після смерті художника його твори експонували на виставках українського мистецтва у Москві, Харкові, Венеції. На Венеційському бієнале 1928 року мистецька критика назвала його «українським Гогеном».

## Творчість
Творчість Тимка Бойчука — оригінальне явище українського мистецтва. Композиційна система, структура образів, тональна гама творів митця ґрунтовані на глибокому вивченні мистецтва доби Проторенесансу, візантійського малярства, давньоруського іконопису й народного мистецтва. 
У ті часи ідея відродження монументального мистецтва займала вагоме місце у творчості українських митців.
Під час навчання в Академії Тимко Бойчук разом з іншими учнями монументальної майстерні — Василем Седлярем, Оксаною Павленко, Іваном Падалкою, — брав участь у розписах чотирьох корпусів Луцьких казарм у Києві влітку 1919 року (його пензлю належали композиції «Оранка», «Табір червоноармійців», «З одного казанка» та ін. у співавторстві). Але вже 1922 року всю роботу було по-варварському знищено. 
Наступною колективною працею, у якій взяв участь Т. Бойчук, було декоративне оформлення Київського оперного театру до Всеукраїнського з'їзду повітових виконавчих комітетів (1919), де разом із Сергієм Колосом виконав панно «Коваль» та художнє оформлення Кооперативного інституту (1920), які також не дійшли до нашого часу.
Тимофій Бойчук працював також у галузі станкового живопису, переважно у побутовому та портретному жанрах, книжковій графіці, плакаті. Перші роботи майстра, виконані темперою на дерев'яних дошках, є сюжетними композиціями із зображенням життя селян. Серед творів, зокрема:
- «Дві жінки з насінням», «Сцена з базару», «Вулиця в містечку» (обидві — 1916), «На пасовиську» (1917),
- «Хлопець і дівчина», «Баби на городі», «Садять картоплю», «У шевській майстерні», «Біля яблуні» (всі — 1919—1921),
- «Автопортрет» (1920), «Образки робочого життя», «Портрети» та инші

У жанрі книжкової графіки Тимко Бойчук створив серію ілюстрацій до збірника «Українські легенди", який видало товариство «Волошки», та ілюстрації і обкладинку до дитячого збірника «Барвінок» (1919).
Майстерня М. Бойчука працювала над плакатами для агіткампаній. У співавторстві з М. Трубецькою Т. Бойчук працював над плакатом «Товарообмін між містом і селом», а з І. Падалкою він виконав плакати «Червоноармієць з рушницею, робітник з молотом, селянин з плугом доб'ють контрреволюцію» (1920) та «У братерському єднанні праці селян та робітників наш добробут» (1921). У цих яскравих політичних агітках — ще одна яскрава грань художникового таланту.
Майже всі його твори були знищені під час розгрому бойчукістів; ті, що збереглися, нині перебувають у фондах Національного художнього музею (Київ) і Державній третьяковській галереї (Москва).
Як зазначав автор монографії «Тимко Бойчук», історик мистецтва Дмитро Антонович: «Тимко Бойчук уже зразу ступив на шлях, проторений колосальною інтелектуальною працею його брата, і тому, згорівши вже на 26 році життя, зійшов у могилу, як майстер художник, що, розуміється, не сказав свого останнього слова, але вже був виразною артистичною індивідуальністю і вже мав своїх послідовників, коли не учнів».

## Вшанування, пам'ять
- Пам'ятник (погруддя) братам Бойчукам в с. Романівці (1992, скульптор — Борис Рудий).
- Творчости та життєпису майстра присвячені статті в енцикльопедичних та періодичних виданнях тощо. Також — книга Дмитра Антоновича «Тимко Бойчук» (Прага, 1929), довгий час — єдине видання, присвячене майстру, якого автор знав особисто, бачив його твори, що майже всі згодом пропали. Опубліковані репродукції творів Тимка Бойчука для видання надала Софія Налепинська-Бойчук, виписи з метричних книг щодо дат народження братів Бойчуків — д-р Володимир Старосольський.

## Галерея творів

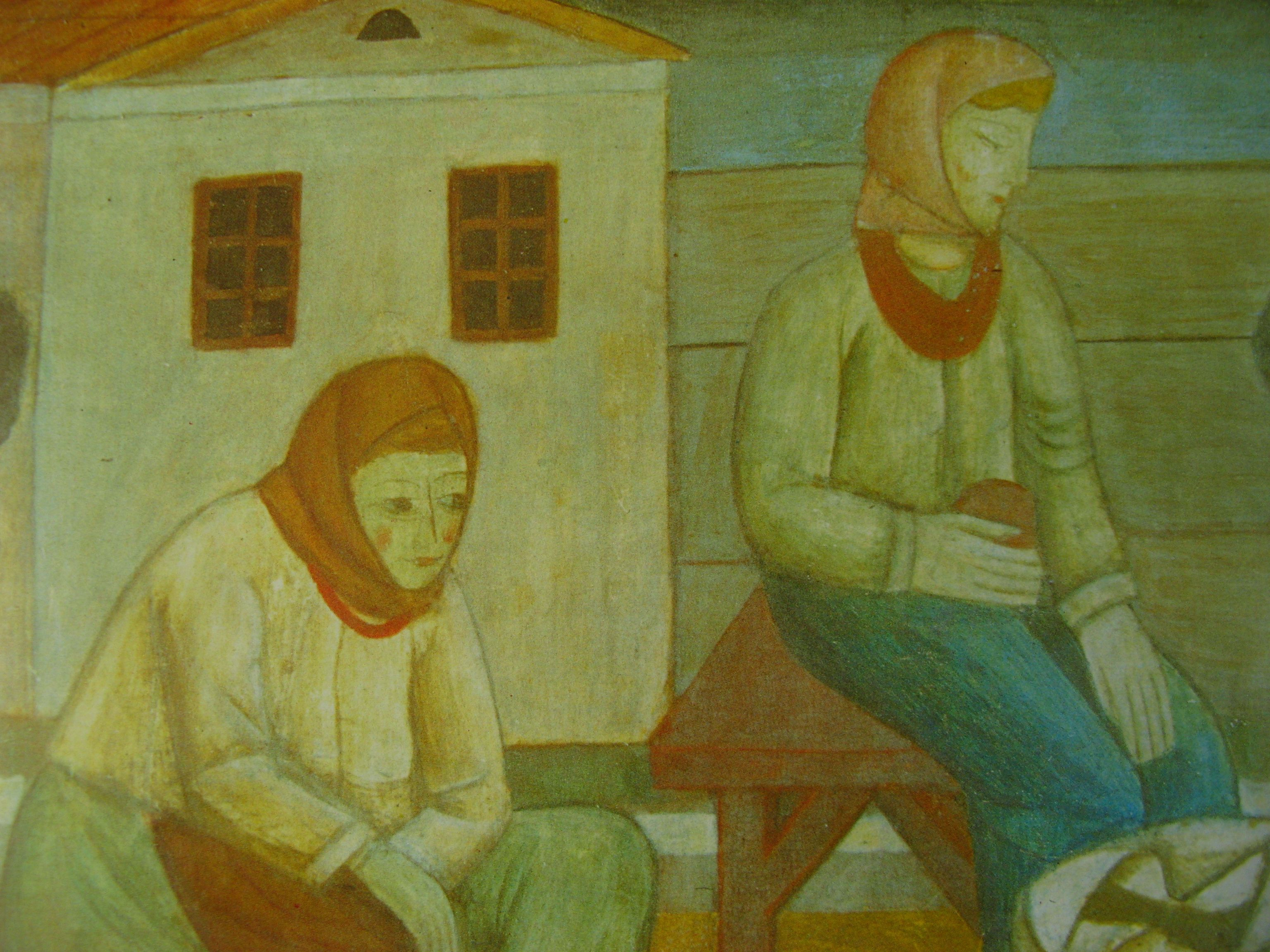
«Торгують насінням» (1919—1920, картон, темпера)
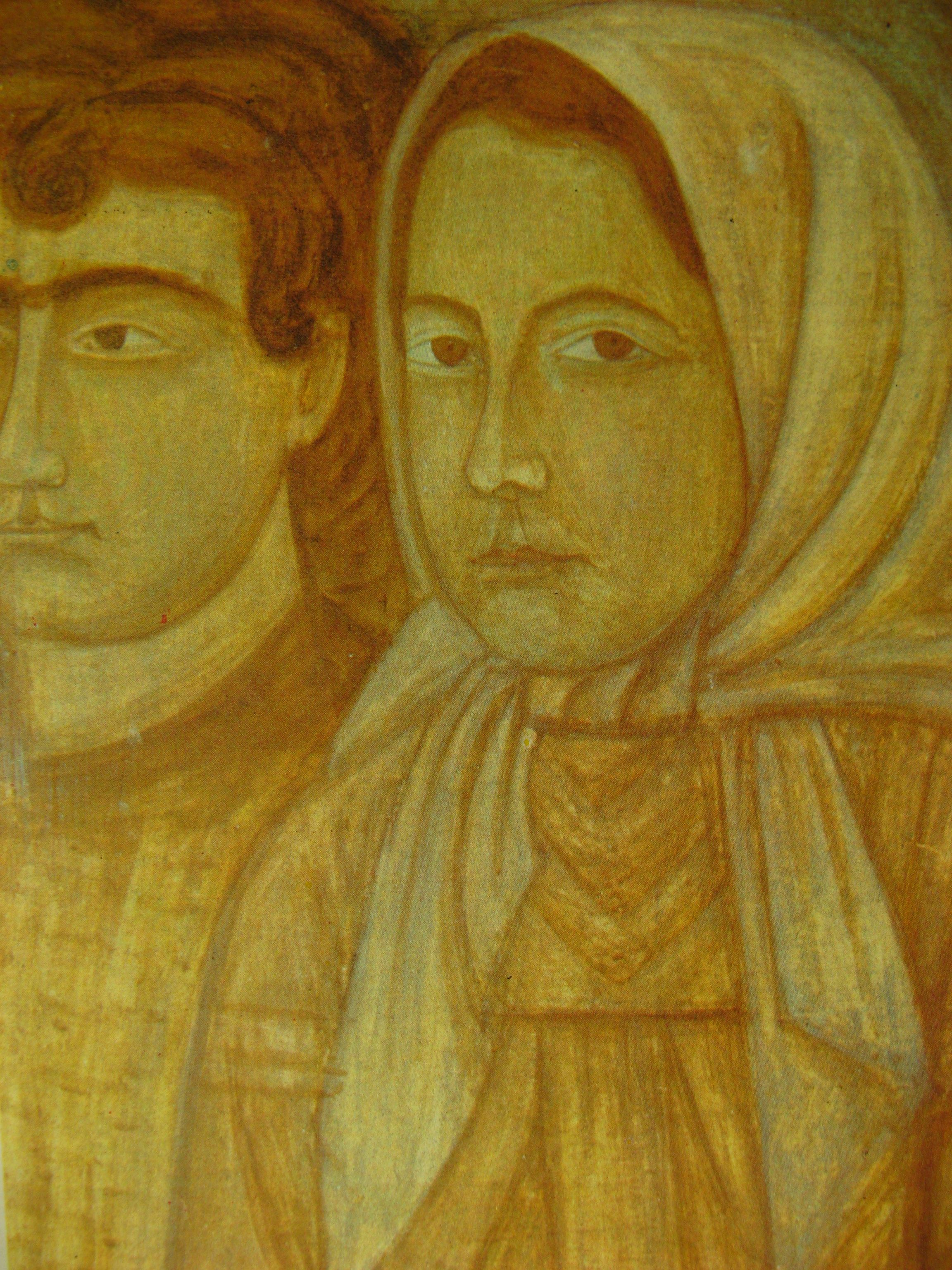
«Хлопець і дівчина» (1918, 1919, картон, темпера)
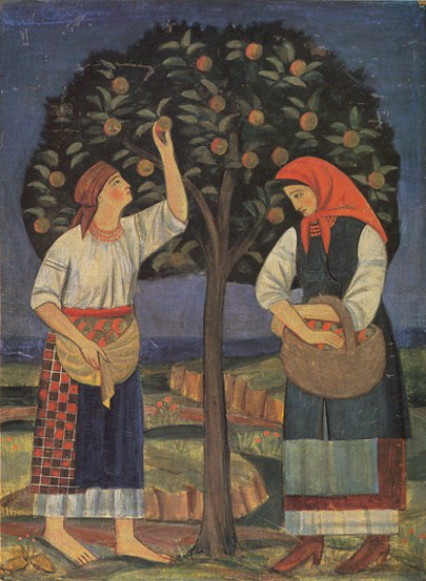
«Жінки біля яблуні» (1921, картон, темпера)